# بالاساقه

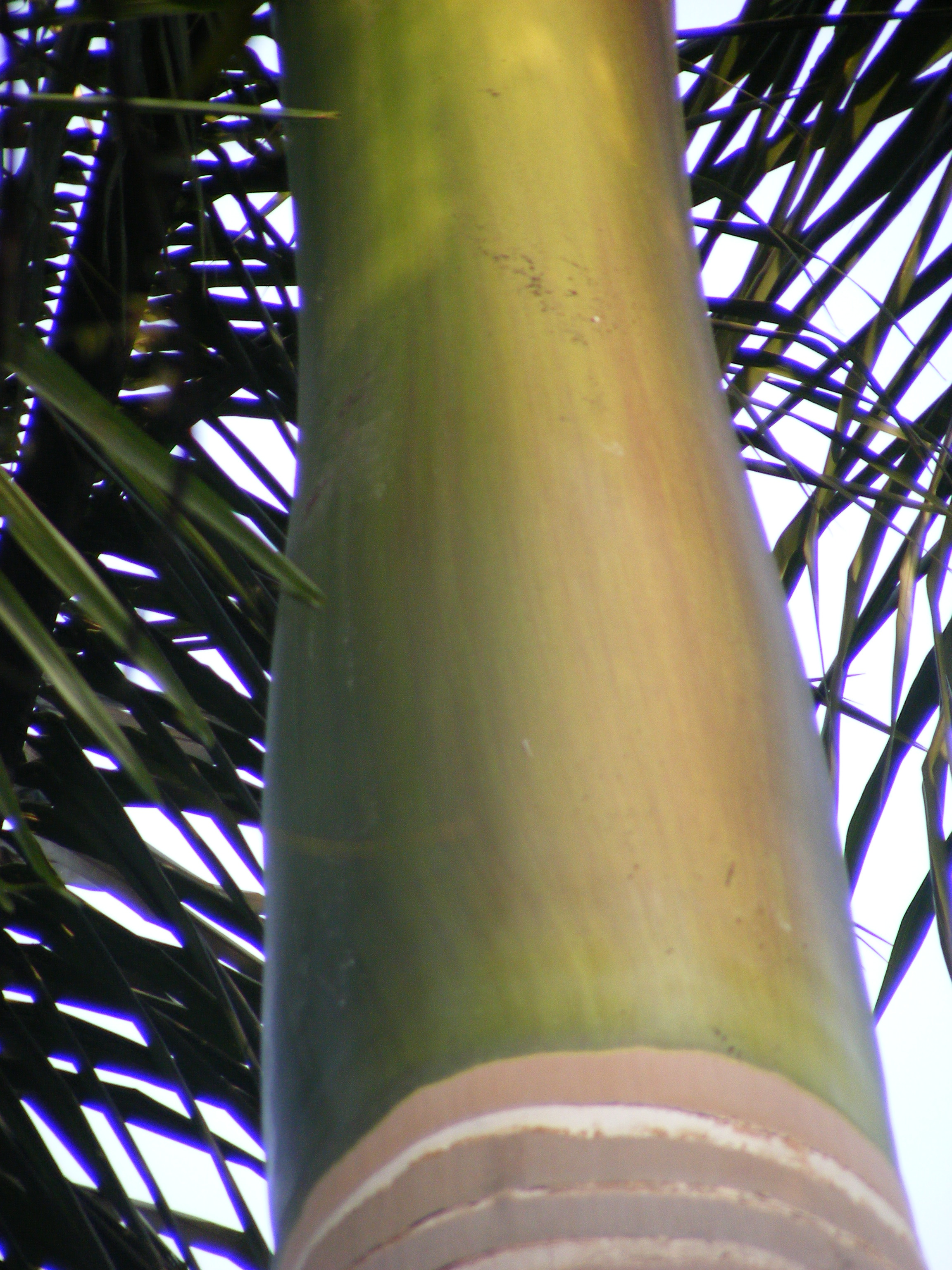
نمای نزدیک از بالاساقه یک نخل شاهی، کلکته هند.

بالاساقه بخشی است از قسمت بالایی ساقه درختان نخل که به شکل غلافی است که رستنگاه همه برگ‌ها در آن قرار دارد و همه برگ‌ها از درون این غلاف می‌رویند. معمولاً نخل‌های پرپر و به‌ویژه نخل شاهی بالاساقه دارند.
بالاساقه شکل ستونی دارد و معمولاً سبزرنگ است اما به رنگ‌های سفید، آبی، قرمز، قهوه‌ای و نارنجی هم دیده می‌شود. جنس بالاساقه از ماده الیافی قوی و چرم‌گون است. در بسیاری از مناطق جهان موادی به جنس آن اضافه کرده و از آن به عنوان لحاف و پتو و پوشش سقف خانه استفاده می‌کنند.

## نگارخانه

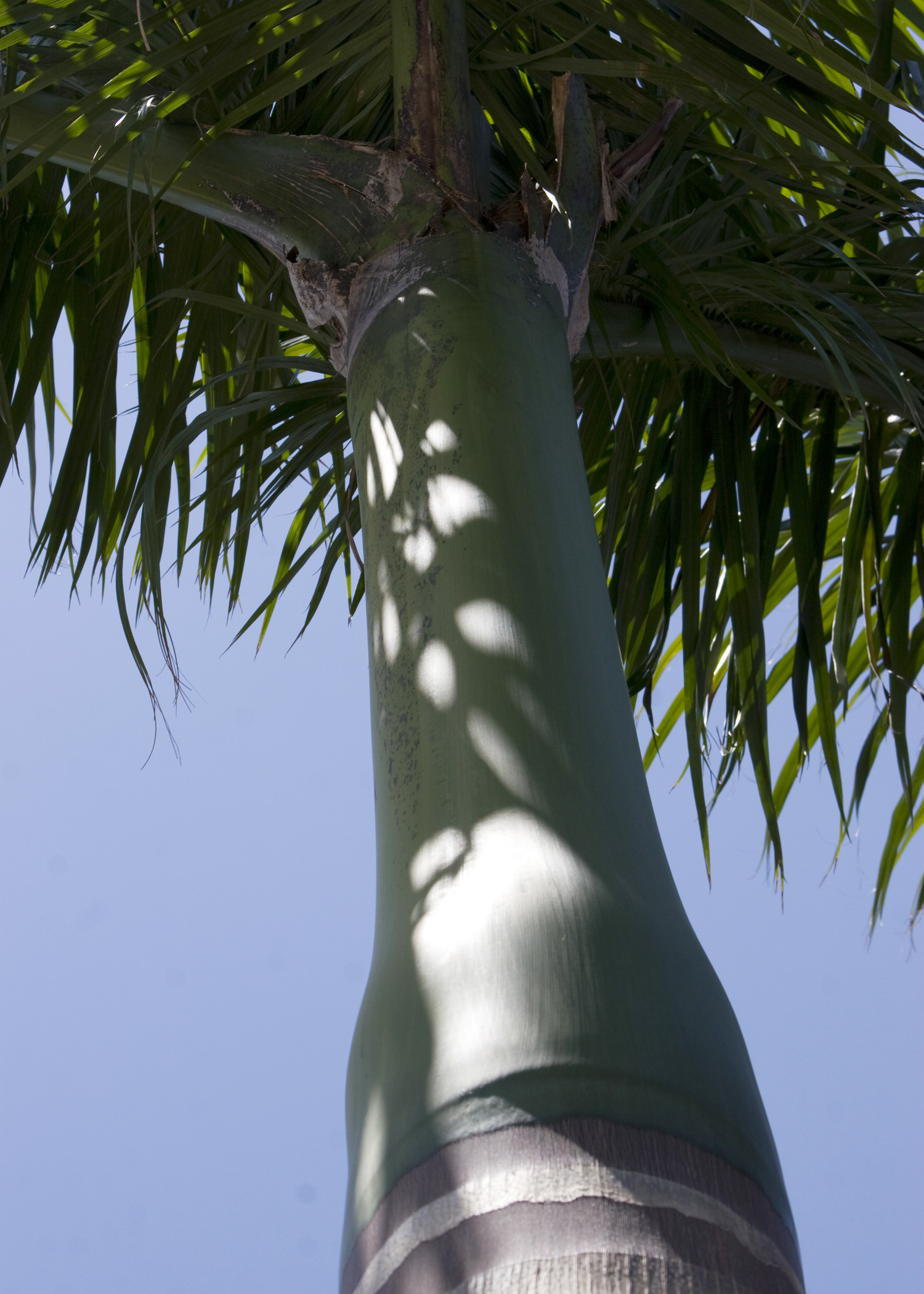
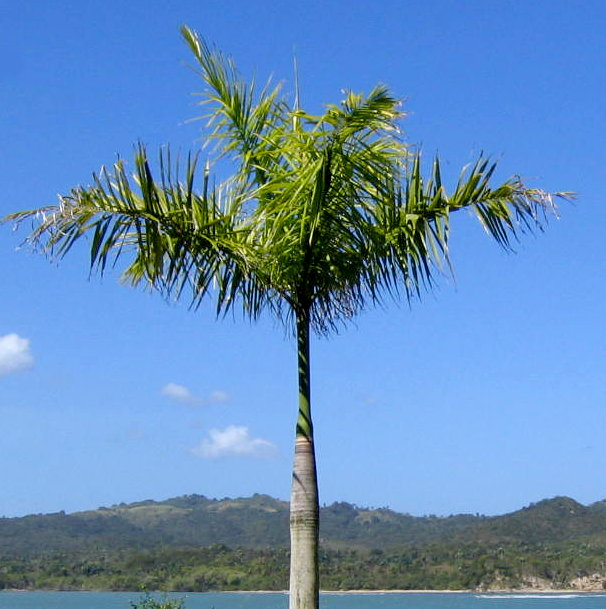